# Setge de Jerusalem (1244)
El setge de Jerusalem del 1244 es produí en el context de la Sisena Croada, per part de l'exèrcit dels corasmis, que conqueriren la ciutat el juliol d'aquell any. Les rivalitats entre els musulmans de Síria i els d'Egipte portaren a diversos pactes amb els cristians que, a causa malentesos no es respectaren i acabaren deixant indefensa la ciutat santa.

## Context
L'emperador romanogermànic Frederic II inicià una croada cap a Terra Santa el 1228 per reclamar el títol de rei de Jerusalem per al seu fill, nascut de la seva esposa Isabel II de Jerusalem, morta en el part. Això l'enemistà amb el seu sogre Joan de Brienne, que també creia tenir drets. El papa Gregori IX, en saber les seves intencions, l'excomunicà, a ell i a tots els que hi participessin, ja que trencava la treva acordada el 12 amb el soldà, després de la rendició de Damiata, que havia de surar fins al 1230.
La crida de l'emperador no tingué gaire suport. Els barons de la Pulla, enemistats amb ell per la querella amb el papa per la qüestió de les investidures, cercaren refugi en les comandes del Temple. Els cavallers hospitalers, en Terra Santa, sabent que es trencaria la treva, s'afanyaren a reconstruir castells a Cesarea i Jaffa.

## L'emperador a Palestina
L'exèrcit de Frederic II amb només quaranta cavallers, arribà la primavera del 1228, després de passar per Xipre, desembarcà a Acre i demanà entrevistar-se amb el soldà, cosa que probablement passà a Jaffa. Després d'aquesta entrevista que es mantingué sense testimonis, Frederic II comunicà que Jerusalem havia estat restituïda als cristians, però que aquests no podien fer-hi una guarnició ni fortificar les muralles. El 17 de març anà a prendre'n possessió, mitjançant una cerimònia al Sant Sepulcre i l'endemà tornà a Jaffa. Segons l'acord, els musulmans tindrien lliure accés al districte del Temple, a Jerusalem, ja que era de caràcter sagrat per a ells. També quedaven en mans dels musulmans les fortaleses de Safed, Toron, Gaza, Mont-real i el Crac de Moab. Després d'enemistar-se amb els cavallers del castell Pelegrí, anà a Acre amb intenció de donar la croada per acabada, però els senyors d'allà i el patriarca li demanaren que no els abandonés. Aquests tenien més experiència a Terra Santa i temien que el soldà d'Egipte no respectaria els acords tinguts amb el soldà de Síria. L'emperador, sense fer cas de les demandes salpà l'1 de maig.
Efectivament, el soldà de Síria, As-Sàlih Ismaïl, envià una ambaixada que fou rebuda per Teobald de Xampanya, rei de Navarra, i Pere I Mauclerc, duc de Bretanya. El que volia saber era si serien aliats seus contra el soldà del Caire, a canvi tornà als cristians el castell de Beaufort i el de Safed. Els hospitalers, desconeixedors d'aquest acord, foren cridats pel soldà d'Egipte el qual els oferí lliure circulació als pelegrins si se'n feien aliats. El rei de Navarra marxà a la seva terra i deixà el relleu al duc de Ricard de Cornualla, que es deixà guiar pel consell dels hospitalers. Això fou vist amb mals ulls pel soldà de Síria, el qual començà a fer tractes amb els corasmins.

## Destrucció de Jerusalem
Els aiúbides de Damasc donaren acollida a algunes famílies de l'estirp dels corasmins, ara sense pàtria, ja que els mongols havien destruït llur imperi, i els demanaren que fossin aliats seus en la seva enemistat amb El Caire, de pas podien fer pillatge per les possessions cristianes que trobessin. Era una represàlia per haver trencat el pacte fet amb el rei de Navarra. Els hospitalers provaren de desviar-los de Jerusalem, però no ho aconseguiren. Després d'un breu setge el 17 de juliol assolaren la ciutat i la deixaren mig destruïda, incloent els edificis dels musulmans.

## Repercussions
El pacte fet amb el soldà d'Egipte també fallà, no tornà els castells promesos als hospitalers i a més retingué a El Caire els emissaris durant mesos. El 17 d'octubre hi hagué una batalla a camp obert, els musulmans de Síria i els d'Egipte, atacaren l'exèrcit cristià en la rodalia de Gaza, coneguda com a batalla de La Forbie. Els cristians que eren inferiors en nombre i s'havien de dividir en dos fronts, aviat quedaren reduïts.
La Setena Croada (1248-1254), liderada per Lluís IX de França, estigué motivada per la massacre de Jerusalem, però no aconseguí el seu objectiu. Durant el temps que durà, hi hagué un cop d'estat que substituí el govern de l'imperi siriegipci dels aiúbides pel dels mamelucs, amb seu al Caire.